# Peter Franz (Politiker)
Peter Franz (* 6. Dezember 1967 in Darmstadt) ist ein deutscher Rechtsanwalt und Politiker (CDU). Seit 2024 ist er Abgeordneter im Hessischen Landtag.

## Leben
Franz studierte Rechtswissenschaften und ist seit 2000 als Rechtsanwalt tätig. Er wohnt in Darmstadt wo er stellvertretender Vorsitzender der Stadtverordnetenversammlung ist.
Bei der Landtagswahl in Hessen 2023 am 8. Oktober 2023 wurde er für den Wahlkreis Darmstadt-Stadt II in den Hessischen Landtag gewählt. Im Landtag ist er Mitglied im Europaausschuss, Rechtspolitischen Ausschuss, Ausschuss für Wissenschaft und Kultur und dem Richterwahlausschuss sowie stellvertretendes Mitglied im Hauptausschuss. Daneben gehört er dem Theaterbeirat beim Staatstheater Darmstadt an und ist Mitglied der Stadtverordnetenversammlung der Wissenschaftsstadt Darmstadt.